# Miriam Aleksandrowicz

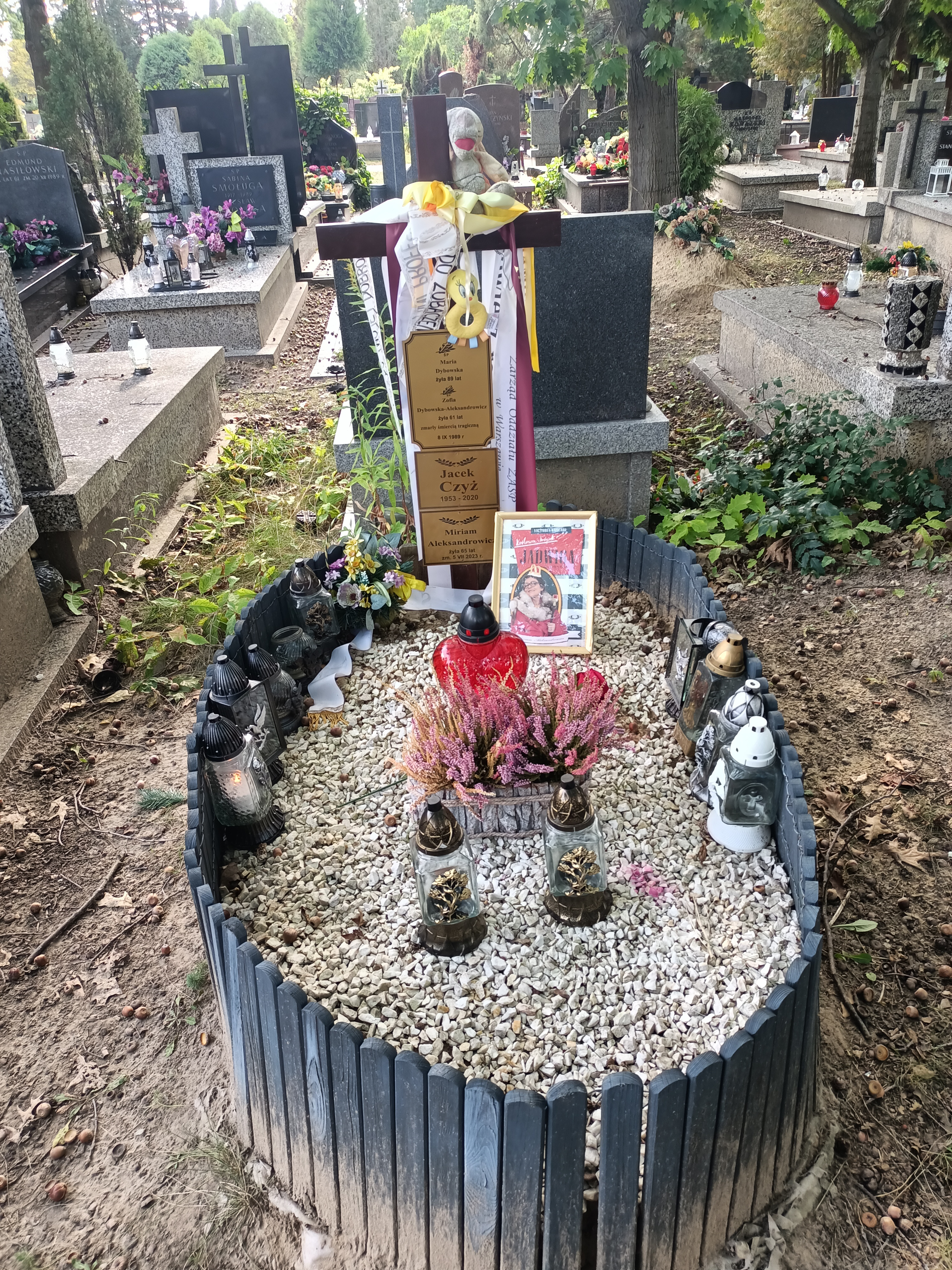
Grób Miriam Aleksandrowicz na cmentarzu komunalnym Północnym w Warszawie

Miriam Zofia Aleksandrowicz (ur. 1 września 1957 w Warszawie, zm. 5 lipca 2023 tamże) – polska aktorka głosowa oraz reżyserka dubbingu, sporadycznie aktorka teatralna i telewizyjna.

## Życiorys
Absolwentka VI Liceum Ogólnokształcącego im. Tadeusza Reytana w Warszawie (1976). W 1983 ukończyła studia reżyserii dramatu w Instytucie Teatralnym w Kijowie.
Córka reżyserów Zofii Dybowskiej-Aleksandrowicz i Tadeusza Aleksandrowicza. W 1981 poślubiła rosyjskiego aktora Andrieja Krasko, z którym miała syna Jana (ur. 1980), również aktora. Ich związek jednak wkrótce się rozpadł, a małżeństwo formalnie zakończyło się rozwodem dopiero w 2005 roku. W latach 2019–2020 była w związku małżeńskim z aktorem teatralnym i dubbingowym Jackiem Czyżem, który zmarł 24 lipca 2020.
13 lipca 2023 pochowana na cmentarzu komunalnym Północnym w Warszawie (kwatera W-VI-5-7-11).

## Filmografia

### Polski dubbing (wybrany)
- 1987–1990: Kacze opowieści (stara wersja dubbingu) –
  - Dyzio,
  - Magika de Czar (z wyjątkiem odc. 20),
  - pani Piórko,
  - Petronella Brus (odc. 3),
  - Zjawa z Gliniastego Jeziora (odc. 7),
  - właścicielka 20 dolarów, które znalazł Goguś (odc. 13),
  - Złotka Błyskotka (odc. 15),
  - zaczarowany cień Magiki de Czar (odc. 20),
  - kobieta, która sprzedała dom Magice de Czar (odc. 20),
  - królowa wojowniczych kobiet (odc. 21),
  - potwór Rudogrzywa w drodze do Itakwaki (odc. 22),
  - jedna z harpii, które porwały Śmigacza (odc. 33),
  - kosmitka przypominająca słonicę (odc. 35),
  - pani Piórko, sekretarka Sknerusa (odc. 39),
  - agentka Hata Piórko (odc. odc. 41),
  - kobieta z praniem (odc. 52),
  - Gloria Genkson (odc. 65)
- 1988–1989: Denver, ostatni dinozaur – ciotka Adelajka (odc. 29)
- 1989–1992: Chip i Dale: Brygada RR –
  - piratka w załodze kapitana Trupiej Czachy (odc. 33),
  - stara mysz mieszkająca w śmietniku (odc. 39),
  - Wini Freda (odc. 46),
  - gorylica Kuka (odc. 65)
- 1990: Widget – samica Zrzędzioka (epizod)
- 1990: Filiputki
- 1990: Kacze opowieści. Poszukiwacze zaginionej lampy –
  - Dyzio
  - Panna Dziab
- 1992: Shin-chan – Marty
- 1992–1993: Rodzina Addamsów
- 1993: Podróż do serca świata – Gisell
- 1994: Król lew – Shenzi
- 1994: Bodzio – mały helikopter
- 1995: Babe – świnka z klasą – Owca
- 1995: Kacper
- 1997: Herkules –
  - Talia (dialogi),
  - mojra Lachezis
- 1997: Batman i Robin
- 1998: Kacper i Wendy – jedna z czarownic
- 1998: Życzenie wigilijne Richiego Richa
- 1998–1999: Nowe przygody rodziny Addamsów – Debbie
- 1999–2002: Chojrak – tchórzliwy pies – Muriel
- 2000: Ratunku, jestem rybką!
- 2000: Pełzaki w Paryżu
- 2001–2004: Medabots – Samanta
- 2002: Mistrzowie kaijudo
- 2003: Dobry piesek – Psia Mość
- 2004: Dom dla Zmyślonych Przyjaciół pani Foster – Pani Foster
- 2004: Garfield
- 2005: Czerwony Kapturek – prawdziwa historia – Babcia
- 2005: Aloha, Scooby Doo – Ciotka Mahina
- 2006: Garfield 2 – Pani Whitney
- 2006: Fantastyczna Czwórka – Właścicielka domu
- 2009: Epoka lodowcowa 3: Era dinozaurów
- 2011: Cziłała z Beverly Hills 2 – Pani Kortez
- 2011: Ale cyrk!
- 2011: Alvin i wiewiórki 3
- 2011: The Elder Scrolls V: Skyrim – Argonianki
- 2012: Lorax – Ciotka Grizelda
- 2013: Krudowie – Babcia
- 2014: Hobbit: Bitwa Pięciu Armii
- 2016: Overwatch – Ana
- 2017: The Elder Scrolls: Legends – Archeiński Jadowity Język
- 2021: Potworna robota – Roze / Roz

### Reżyseria dubbingu
- 1967: Asterix Gall
- 1968: Asterix i Kleopatra
- 1970: Aryskotraci
- 1971: Pomocy! To banda Kudłacza
- 1976: Dwanaście prac Asteriksa
- 1976: Muppety
- 1980: Figle z Flintstonami (odc. 1–12, 32)
- 1981–1990: Smerfy
- 1982: E.T.
- 1983: Miki i Donald przedstawiają Goofy’ego sportowca
- 1983: Dookoła świata z Willym Foggiem
- 1983–1985: Malusińscy
- 1983–1986: Inspektor Gadżet (odc. 1–6, 8–11, 13–15, 21–23, 26, 29–31, 33–52)
- 1984–1985: Wesoła siódemka
- 1985: Asterix kontra Cezar
- 1986–1987: Kucyki i przyjaciele
- 1986: Asterix w Brytanii
- 1987: Leśna rodzina
- 1987: Diplodo
- 1987–1990: Kacze opowieści (stara wersja dubbingowa)
- 1988–1991: Nowe przygody Kubusia Puchatka
- 1989–1991: Żukosoczek
- 1989–1992: Chip i Dale – Brygada Ryzykownego Ratunku
- 1989: Wielka bitwa Asteriksa
- 1990: Filiputki (odc. 1–14, 16, 23–26)
- 1990: Pinokio
- 1990: Bernard i Bianka w krainie kangurów
- 1990–1998: Świat Bobbiego
- 1992–1993: Rodzina Addamsów (odc. 1–8, 10–21)
- 1993: Miasto piesprawia
- 1993: Siedmiomilowe trampki
- 1994: Księżniczka łabędzi
- 1994–1996: Iron Man: Obrońca dobra (odc. 1–10)
- 1994–2004: Przyjaciele
- 1995: Złodziej z Bagdadu
- 1995–1998: Pinky i Mózg
- 1996: Ucieczka
- 1997: Księżniczka Sissi
- 1998: Farma pełna strachów
- 1998: Żona przychodzi nocą
- 2002: Śnięty Mikołaj 2
- 2002: Mistrzowie kaijudo
- 2003: Fałszywa dwunastka
- 2003: Dziewczyny i miłość
- 2004: Scooby-Doo 2: Potwory na gigancie
- 2004: Dom dla Zmyślonych Przyjaciół pani Foster
- 2004: Nascar 3D
- 2005: Titeuf
- 2005: Fantastyczna Czwórka
- 2005: 6 w pracy
- 2005: B-Daman
- 2006: Garfield 2
- 2006: Noc w muzeum
- 2006: Fantastyczna Czwórka
- 2006: Storm Hawks (odc. 1–2, 4–6, 9–10, 13, 20–24)
- 2007: Simpsonowie: Wersja kinowa
- 2007: Szpiegowska rodzinka (odc. 1–4, 9–26)
- 2008: Horton słyszy Ktosia
- 2008: Najnowsze wydanie
- 2008: Gwiezdne wojny: Wojny klonów
- 2009: Noc w muzeum 2
- 2009: Astro Boy
- 2010: Więźniowie wyobraźni
- 2010: Podróże Guliwera

### Obsada dubbingu
- 1998: Babe: Świnka w mieście

### Dialogi polskie
- 1971: Pomocy! To banda Kudłacza (odc. 1–2, 10–12)
- 2002: Mistrzowie kaijudo (odc. 37, 47)

### Aktorka
- 1968: Dzieci z naszej szkoły – Zosia
- 1997: Boża podszewka – Marusia
- 1993: Siedmiomilowe trampki –
  - bratanek kociego żołnierza (śpiew),
  - kochanka Ignaca (głos),
  - dzieci kochanki (głos)
- 1999–2006: Na dobre i na złe – Postsynchrony
- 2000: Twarze i maski
- 2000–2001: Przeprowadzki – pielęgniarka w szpitalu